# Anthemus pini
Anthemus pini is een vliesvleugelig insect uit de familie Encyrtidae. De wetenschappelijke naam is voor het eerst geldig gepubliceerd in 1927 door Ferrière.